# Antonio Delfini
Antonio Delfini (* 10. Juni 1907 in Modena; † 23. Februar 1963 ebenda) war ein italienischer Erzähler, Lyriker und Essayist.

## Leben und Werk
Der Sohn reicher Grundbesitzer begann seine schriftstellerische Arbeit als Autodidakt Ende der 1920er Jahre. Zusammen mit dem späteren Verleger Ugo Guandalini gründete er in dieser Zeit zwei literarische Zeitschriften („L'Ariete“ und „Lo Spettatore italiano“), die jedoch auf politischen Druck hin nach kurzer Zeit eingestellt wurden. 1931 erschien „Ritorno in città“, ein Sammelbändchen kurzer Erzählungen, die sich stilistisch sowie thematisch stark an Baudelaires „Petits poèmes en prose“ anlehnen.
1935 siedelte Delfini nach Florenz um, wo er im berühmten Literatencafé Le Giubbe Rosse wichtige Kontakte zu einigen der zu jener Zeit prominentesten Dichter und Intellektuellen knüpfte (Romano Bilenchi, Carlo Bo, Carlo Emilio Gadda, Tommaso Landolfi, Mario Luzi, Eugenio Montale).
1938 erschien in Florenz „Il ricordo della Basca“ (dt. Übersetzung, 1987: „Der letzte Tag der Jugend“), eine Sammlung von zehn Erzählungen, in denen Delfini ein Bild seiner Heimatstadt – Modena (M***) – entwirft, in dem die für den Autor charakteristische Verschränkung zwischen Wirklichkeit und Traum zu einer eigentümlichen Spannung beiträgt.
Delfinis politisches Interesse äußerte sich in der 1951 veröffentlichten Pamphletschrift „Manifesto per un partito conservatore e comunista in Italia“.
1957 erschien „La Rosina perduta“. Dort findet sich auch der Text des bereits 1940 veröffentlichten „Fanalino della Battimonda“, das als Versuch einer „écriture automatique“ Antonio Delfini den durchaus nicht kritiklos hinzunehmenden Ruf eines „italienischen Surrealisten“ verschaffte. Der Autor selbst äußerte sich skeptisch gegenüber dieser Etikettierung.
1961 erschienen bei dem renommierten Verlag Feltrinelli die „Poesie della fine del mondo“, in denen Delfinis pessimistische Sicht auf die Welt in lyrischer Form deutlichen Ausdruck findet. 
Antonio Delfini starb am 23. Februar 1963. Postum erschienen Anfang der 1980er Jahre seine Tagebücher.

## Werke
- Ritorno in città, Modena, Vincenzi, 1931.
- Poesie del Quaderno N. 1, Modena, Autoedizione, 1932.
- Il ricordo della Basca, Florenz, Parenti, 1938.
- Il fanalino della Battimonda, Florenz, Edizioni di „Rivoluzione“, 1940.
- Manifesto per un partito conservatore e comunista in Italia, Parma, Guanda, 1951.
- La Rosina perduta, Florenz, Vallecchi, 1957.
- Misa Bovetti e altre cronache, Mailand, Scheiwiller, 1960.
- Poesie della fine del mondo, Mailand, Feltrinelli, 1961.
- Modena 1831. Città della Chartreuse, Mailand, Scheiwiller, 1962.
- I racconti, Mailand, Garzanti, 1963 (Premio Viareggio 1963).
- Lettere d'amore e Ritorno in città, Parma, Guanda, 1963.
- Diari 1927–1961, hg. von Giovanna Delfini und Natalia Ginzburg, Turin, Einaudi, 1982.
- Manifesto per un partito conservatore e comunista e altri scritti, hg. von Cesare Garboli, Mailand, Garzanti, 1997.

in deutscher Übersetzung:
- Der letzte Tag der Jugend. Elf Erzählungen und eine Geschichte, Übersetzung und Nachwort von Marianne Schneider, Frankfurt/Main, Frankfurter Verlagsanstalt, 1987.